# Jurijiwka (rejon bachmucki)
Jurijiwka (ukr. Юріївка) – wieś na Ukrainie, w obwodzie donieckim, w rejonie bachmuckim, w hromadzie Torećk. W 2001 liczyła 32 mieszkańców, głównie rosyjskojęzycznych.